# Pablo Schreiber
Pablo Schreiber, född 26 april 1978 i British Columbia, är en kanadensisk skådespelare.
Schreiber har bland annat medverkat i TV-serierna Defending Jacob och Halo. Han har även medverkat i filmen Kärlek i New York.

## Filmografi (urval)
- 2010 – Kärlek i New York
- 2018 - Den of thieves
- 2020 – Defending Jacob (TV-serie)
- 2022–2024 – Halo (TV-serie)
- 2025 – Motor City